# Frenchie Shore
Frenchie Shore ist eine französische Reality-Fernsehserie, die auf MTV France und Paramount+ ausgestrahlt wird. Sie wurde erstmals am 11. November 2023 ausgestrahlt, sie ist der französische Ableger der amerikanischen Serie Jersey Shore. Die Serie verfolgt das tägliche Leben von zehn Mitbewohnern, die mehrere Wochen lang zusammenleben.

## Produktion
Im Februar 2022 kündigte Paramount Global eine neue Reihe von ungeschriebenen Serien und Verlängerungen für MTV Entertainment Studios an, die sieben neue Versionen des Shore-Franchise umfasste.
Die erste Staffel wurde am 12. Oktober 2023 bestätigt. Die Serie wurde in einem Haus in der Stadt Cap d’Agde in Hérault, im Departement Okzitanien, im Süden Frankreichs gedreht.

## Besetzung
- Enzo
- Iris
- Julie Bacha
- Kara
- Melvin Proix
- Nicolas Fouille
- Ouryel
- Pépita
- Théo
- Tristan Jouve